# Số Erdős
Số Erdős (phát âm tiếng Hungary: [ˈɛrdøːʃ]) là số nguyên mô tả "khoảng cách cộng tác" giữa một người đối với nhà toán học Hungary Paul Erdős (1913 - 1996) qua các công trình nghiên cứu toán học được đăng trên các tạp chí uy tín chuyên về toán học trên thế giới.
Nó được một số người tạo ra mang tính chất hài hước và cũng là để ghi nhớ công lao to lớn của Erdős, một nhà toán học có lượng công trình rất khổng lồ.
Paul Erdős là một người có tầm ảnh hưởng với nền toán học hiện đại và hy sinh hết cuộc đời mình cho toán học. Ông sống độc thân, không vợ và không con. Ông đã viết ít nhất 1525 công trình nghiên cứu toán học, nhiều hơn bất kỳ nhà toán học khác trong lịch sử.

## Định nghĩa

Nếu Alice cộng tác với Paul Erdős trong một công trình nghiên cứu toán học, và Alice lại cộng tác với Bob để viết một công trình khác, nhưng Bob không cộng tác với Paul Erdős thì số Erdős của Bob là 2, còn số Erdős của Alice là 1.

Để có số Erdős của riêng mình, tác giả A phải có ít nhất một công trình Toán học được đăng với một tác giả B đã có số Erdős của riêng mình là k, số Erdős của tác giả A sẽ bằng k + 1.
Erdős đã viết trên 1400 công trình Toán học được đăng báo trong suốt cuộc đời. Và ông có khoảng 511 cộng tác viên trực tiếp; những người có số Erdős bằng 1. Những người cộng tác với những người có số Erdős bằng 1 này có số Erdős bằng 2 (theo thống kê: 8162 người vào nămg 2007), và rất nhiều người có số Erdős là 3, 4,...
Số Erdős được định nghĩa và in ấn lần đầu tiên bới Casper Goffman, một nghiên cứu sinh có số Erdős bằng 1. Goffman đã xuất bản những nghiên cứu về những cộng tác viên với Erdős vào năm 1969 mang tựa đề "Và số Erdős của bạn là bao nhiêu vậy ?"
Xem thêm Liên kết ngoài về AMS online, tính đoán khoảng cách cộng tác độc lập trong nghiên cứu, bao gồm số Erdős.

## Tầm ảnh hưởng
Số Erdős đã dần trở thành một trong những tiêu chí đánh giá nhà toán học trong nhiều năm trở lại đây. Số dần được giới hạn đến giá trị lớn nhất là 15

## Bên ngoài Toán học

### Số Bacon
Số Bacon (như trong Six Degrees of Kevin Bacon) có cùng ý tưởng với số Erdős trong nền công nghiệp phim ảnh, đo khoảng cách một diễn viên với diễn viên Kevin Bacon. Mặc dù thường gọi tên chung chung là "số", nó đã được định nghĩa từ năm 1994, 25 năm sau khi Goffman làm đối với số Erdős.

### Chợ điện tử eBay
Vào ngày 20 tháng 4, 2004, Bill Tozier, một nhà nghiên cứu có số Erdős bằng 4, đấu giá quyền cộng tác với ông để được có số Erdős bằng 5 trên chợ điện tử eBay. Giá cao nhất cuối cùng là 1031$, mặc dù cuối cùng, người thắng cuộc không trả tiền. Bởi vì người thắng cuộc (lại là người đang có số Erdős bằng 3) gọi đó là sự "nhạo báng", và nói rằng "số Erdős không phải là đồ đem ra để buôn bán".